# Fontána

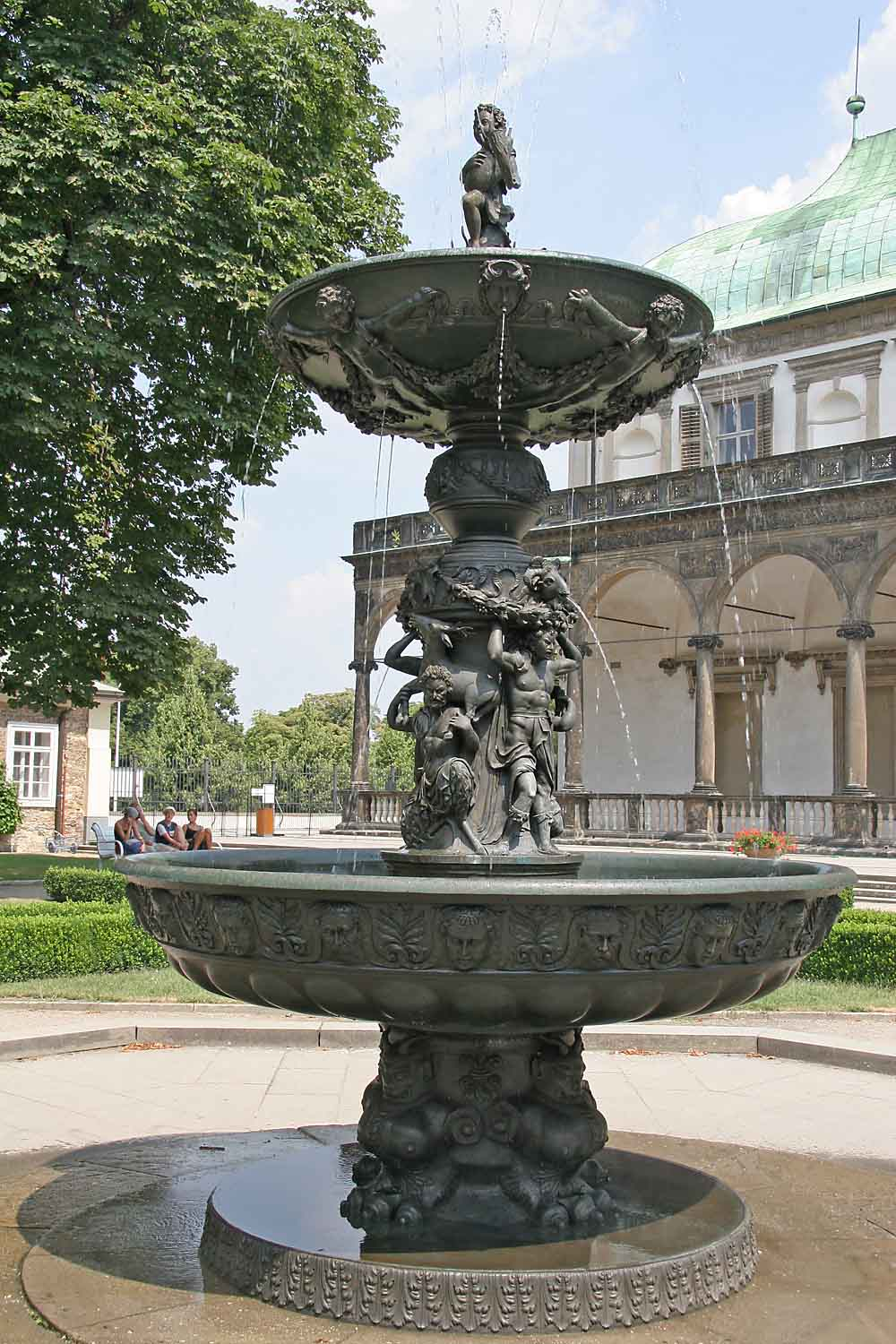
Bronzová Zpívající fontána na Pražském hradě z roku 1588

Fontána (ital. fontana, z lat. fons, pramen) je ozdobná kamenná nebo kovová kašna s tekoucí nebo stříkající vodou, často doplněná vodotryskem nebo různými umělými vodními kaskádami. Bývá zdobena figurálními motivy, plastikami, mísovitými nebo mušlovitými přepady. Nejčastější umístění bývá na frekventovaných náměstích, v zahradách a parcích, zejména zámeckých. V současnosti se fontány často doplňují různými světelnými efekty a proud vody je někdy řízen počítačem. Fontána je také prvek zahradní architektury používaný v sadovnické tvorbě.

## Historie

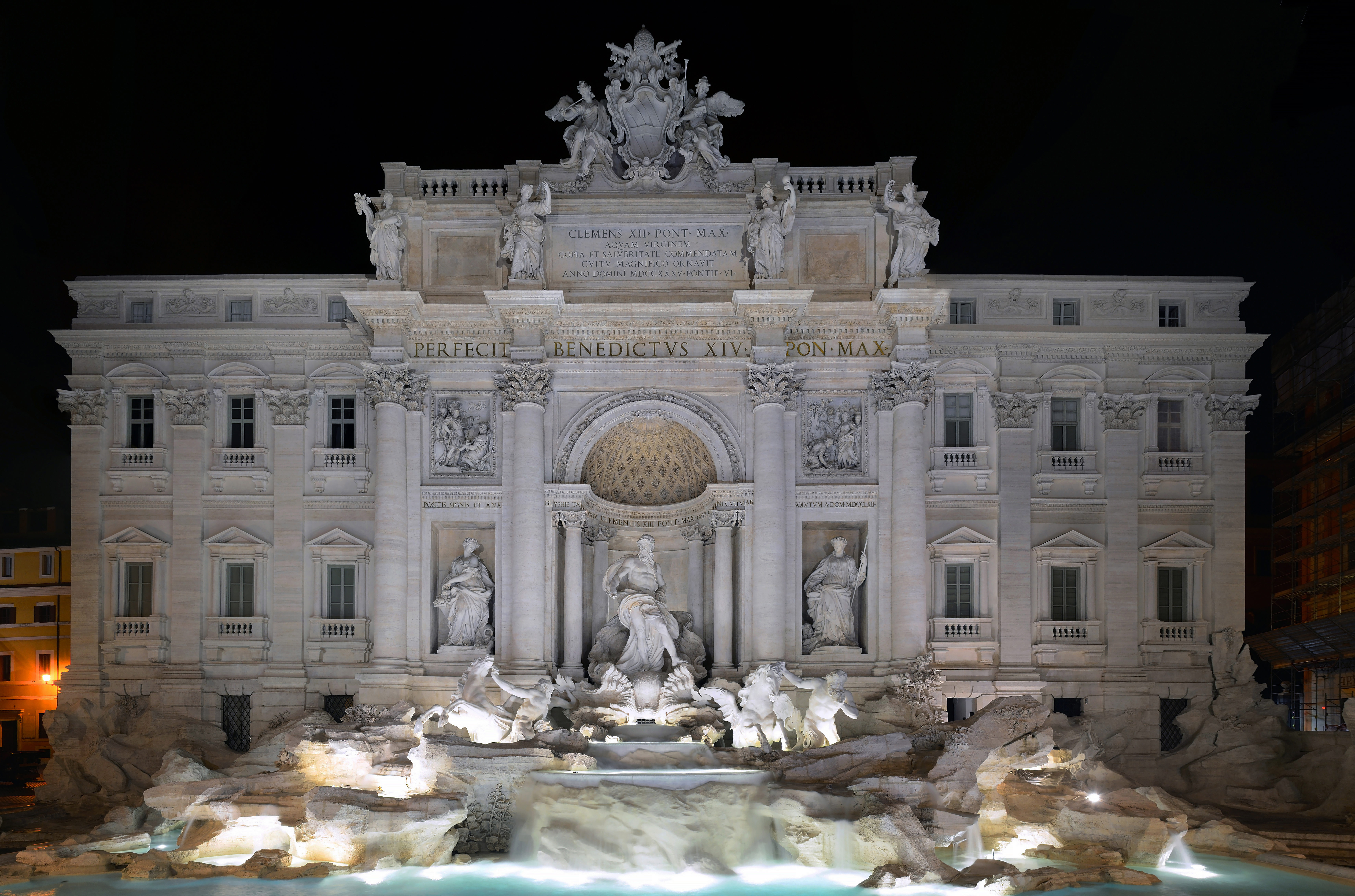
Fontána di Trevi v Římě z let 1732–1762 (foto David Iliff)

Ve Středomoří, kde bylo i prosté zásobování vodou často velmi obtížné, představovala fontána luxus a zároveň technický div. Vyžaduje totiž tlakovou vodu a až do vynálezu vodních čerpadel to znamenalo výškový rozdíl a uzavřené vedení v trubkách. Ještě Zpívající fontána na Pražském hradě byla napájena z nádrží ve Střešovicích a ze vzdálených rybníků. 
Od 16. století byly ve městech zaváděny tlakové vodovody do veřejných kašen, napájené z vodárenské věže, kam se voda čerpala mlýnskými koly. Teprve se zavedením elektrických čerpadel ve 20. století bylo možné vytvářet potřebný tlak vody na místě a moderní fontány většinou pracují s uzavřeným oběhem vody.

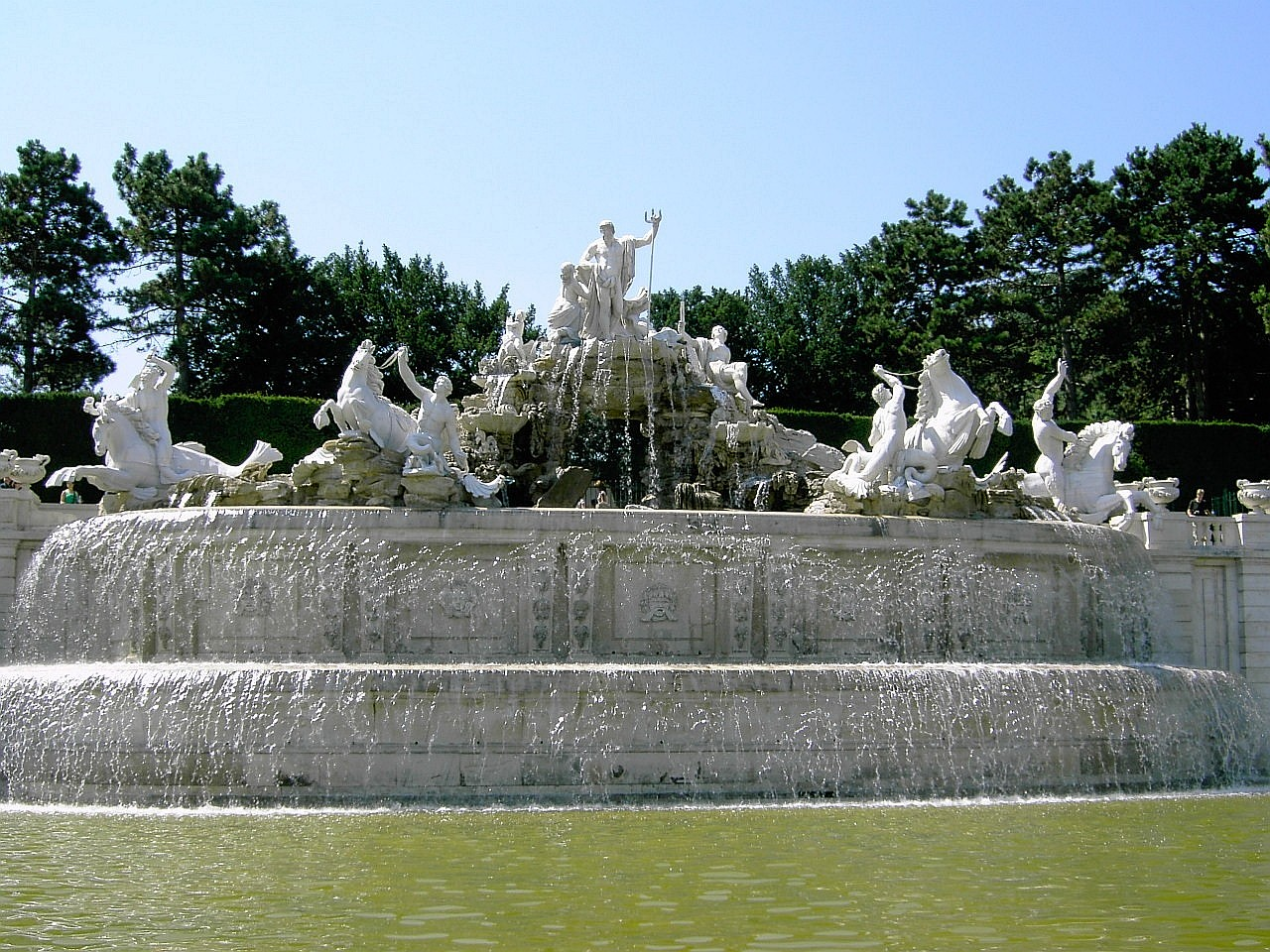
Neptunova fontána v Schönbrunnu ve Vídni

Fontány a kašny bývají velkou chloubou a turistickou atrakcí některých měst, velmi známé jsou kupř. fontány v italském hlavním městě Římě, v Čechách  například renesanční Zpívající fontána u Letohrádku královny Anny nebo Křižíkova fontána na pražském Výstavišti.